# Bourg-de-Péage
Bourg-de-Péage är en kommun i departementet Drôme i regionen Auvergne-Rhône-Alpes i sydöstra Frankrike. Kommunen ligger i kantonen Bourg-de-Péage som tillhör arrondissementet Valence. År 2022 hade Bourg-de-Péage 9 777 invånare.
Bourg-de-Péage var tidigare känt för sina silkesväverier.

## Befolkningsutveckling
Antalet invånare i kommunen Bourg-de-Péage
Referens:INSEE